# Francesco Cataldo (politico)
Francesco Cataldo (Partinico, 1º dicembre 1907 – Roma, 19 marzo 1969) è stato un politico italiano.